# 偷渡者 (2021年電影)
《偷渡者》（英語：Stowaway）是乔·佩纳和瑞安·莫里森编剧、佩纳执导的2021年科幻驚悚片，由安娜·坎卓克、丹尼尔·戴金、沙米尔·安德森和東妮·克莉蒂主演。Netflix和Prime Video于2021年4月22日在加拿大发行。  

## 剧情
MTS-42是一项为期两年的火星任务，成员包括指挥官Marina Barnett、生物学家David Kim和医学研究员Zoe Levenson。从地球起飞后，他们运载火箭的上部平台透过450米长的太空纜索连接飞船的主船体，作为基于惯性的人工重力配重。
起飞后不久，Barnett发现在某扇门仓内失去意识的发射支援工程师Michael Adams。他的身体被船体的二氧化碳过滤器缠住，无意间损坏了该装置。
最后，船员们意识到必须有人要忍受辐射去取回第一次尝试时未带回的气瓶，这样其他三个人才能生存。Barnett必须活下来驾驶这艘船，其他三个人都自愿做出牺牲。当Zoe最终坚持自己去做时，她设法将气瓶装满并送回船舱，在船外度过了她的最后时刻，凝视着星空中的火星，最终死于辐射中毒。

## 其他參考
- 冷方程 (短篇小说)（英语：The Cold Equations）
- Breaking Strain - 亚瑟·查理斯·克拉克短篇小说